# Netta (làng)
Netta [ˈnɛtta] (tiếng Litva: Mėta) là một nhóm các ngôi làng ở Gmina Augustów ở phía đông bắc Ba Lan, gần sông Netta. Nó được chia thành:
- Netta Pierwsza (Netta I)
- Netta Druga (Netta II)
- Netta-Folwark